# Kryptopterus lais
Kryptopterus lais és una espècie de peix de la família dels silúrids i de l'ordre dels siluriformes.

## Morfologia
Els mascles poden assolir els 12,5 cm de llargària total.

## Distribució geogràfica
Es troba a Borneo.